# Paramormyrops gabonensis
Paramormyrops gabonensis är en fiskart som beskrevs av Taverne, Thys van den Audenaerde och Heymer, 1977. Paramormyrops gabonensis ingår i släktet Paramormyrops och familjen Mormyridae. IUCN kategoriserar arten globalt som sårbar. Inga underarter finns listade i Catalogue of Life.